# 1958年の航空
< 1958年
1957年の航空 - 1958年の航空 - 1959年の航空

## 航空に関する出来事
- 1月16日 - 日本初の実用ジェット機でもある、T-1 練習機が初飛行した。
- 2月1日 - アメリカの人工衛星、エクスプローラー1号が打ち上げられた。
- 3月1日 - 全日空と極東航空と合併した。
- 3月17日 - アメリカの人工衛星、バンガード1号が打ち上げられた。
- 3月18日 - 航空自衛隊の浜松基地に日本で最初のエアーレスキュー(Air Rescue)として臨時救難航空隊（後の航空救難団）が新設された。
- 3月25日 - カナダの戦闘機、アブロ CF-105 アローの原型機が製作される。
- 4月18日 - バリー・L・ワトキンスが操縦するグラマン F11F タイガーが、23,449 mの高高度飛行記録を樹立する。

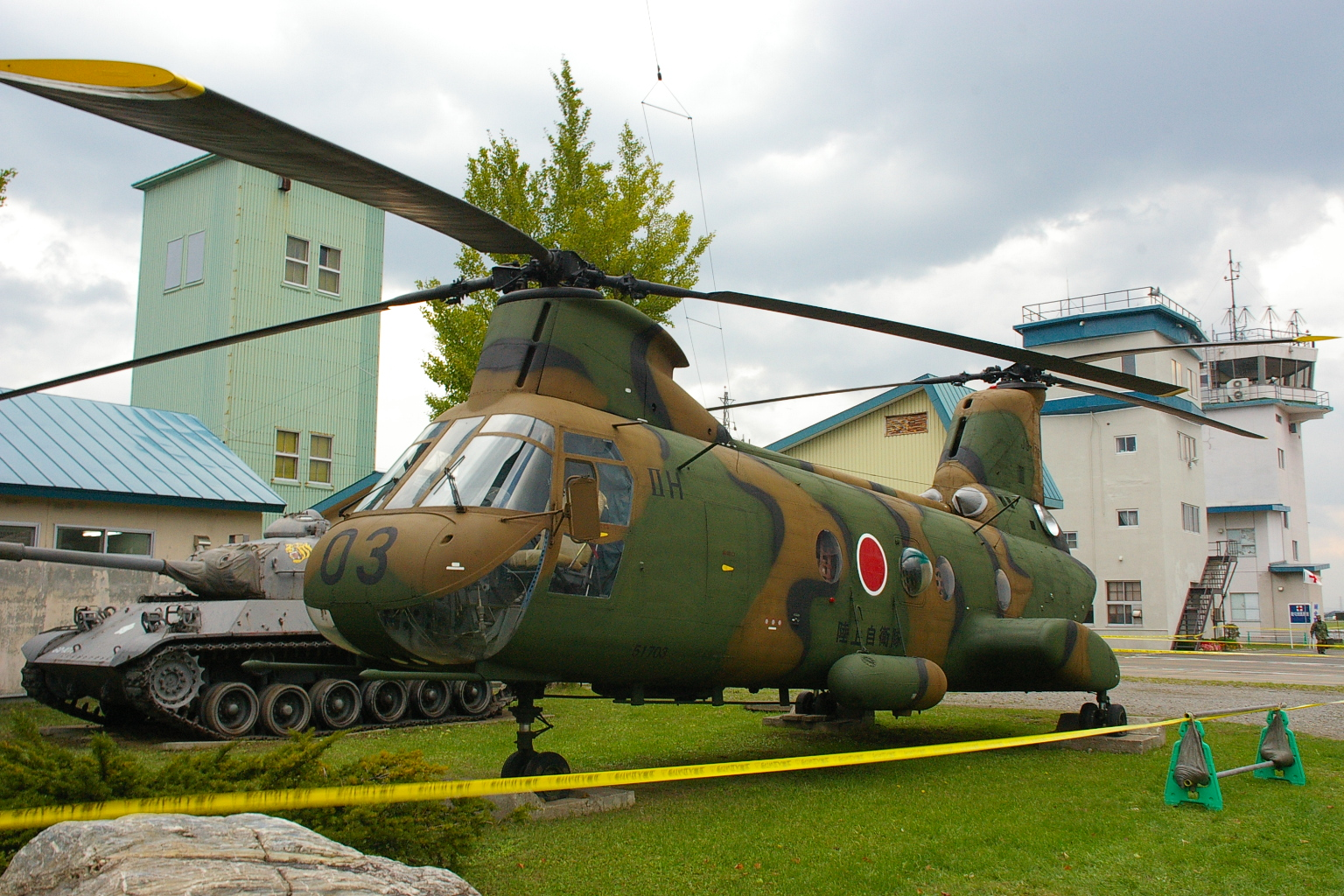
丘珠駐屯地に展示されている、ボーイング・バートル 107

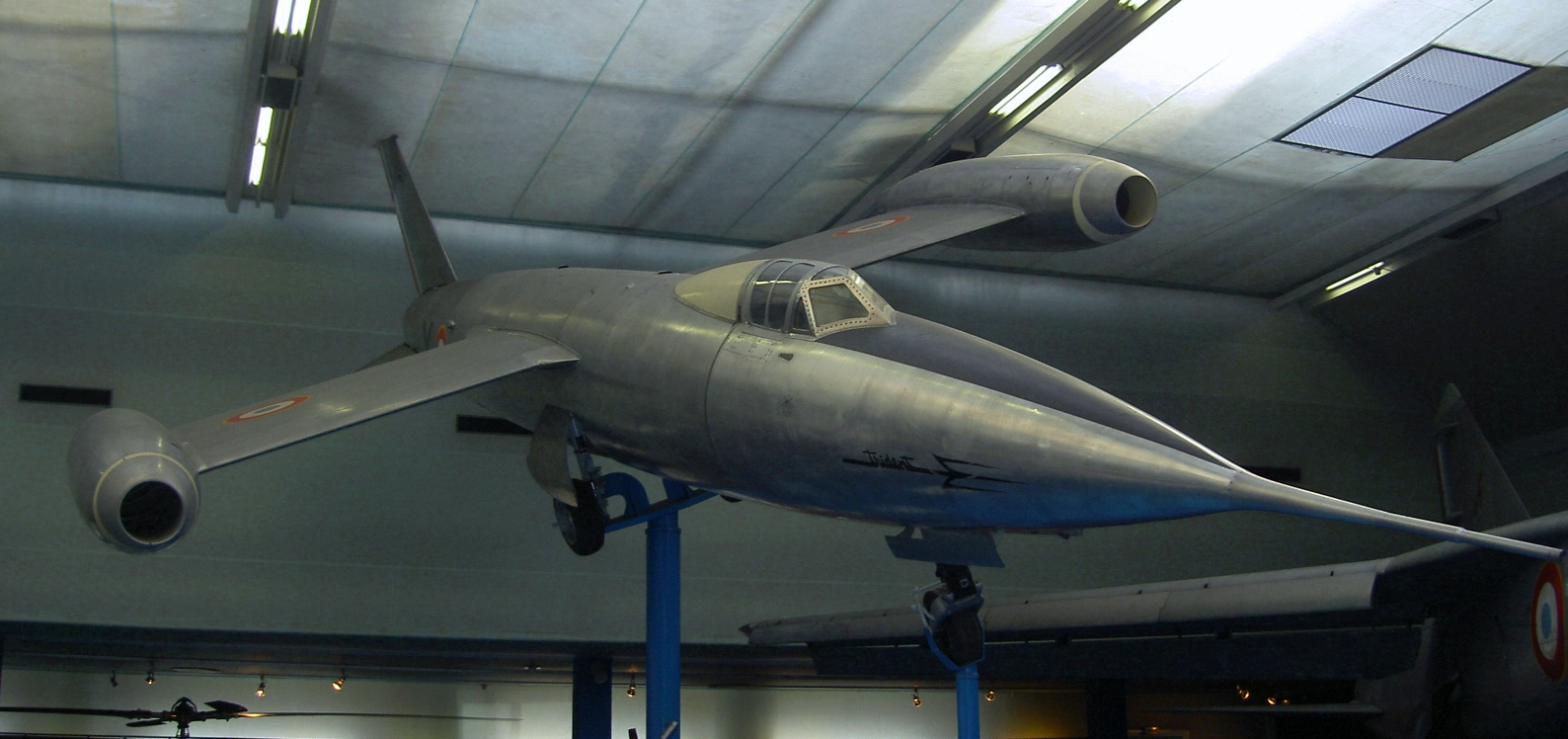
SNCASO トリダン

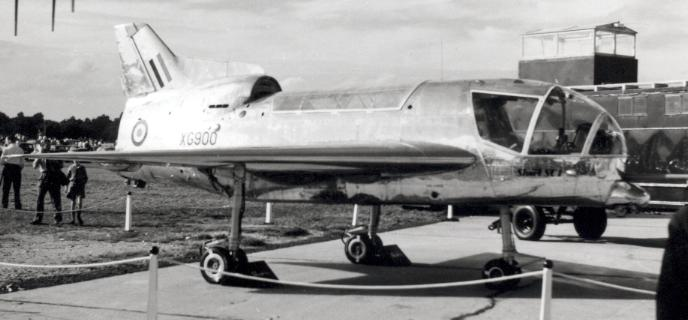
ショート SC.1

- 4月22日 - タンデムローター式のヘリコプター、ボーイング・バートル 107が初飛行した。
- 4月27日 - デ・ハビランド コメット 4が初飛行する。
- 5月2日 - フランスのR. Carpentierの操縦するSNCASO トリダンが、24,217 mの高高度飛行記録を樹立する。
- 5月7日 - ハワード・ジョンソン（Howard C. Johnson）が操縦するロッキードF-104が、27,811 mの高高度飛行記録を樹立する。
- 5月15日 - ソビエトの人工衛星、スプートニク3号が打ち上げられる。
- 5月16日 - ウォルター・アーウィン（Walter C. Irwin）が操縦するロッキードF-104が、2,259.5 km/hの速度記録を樹立する。
- 5月30日 - ダグラス DC-8が初飛行する。
- 6月9日 - ロンドンのガトウィック空港が開港した。
- 6月13日 - ジャン・ブーレ（Jean Boulet）の操縦するヘリコプター、SE 3150 Alouetteが、10,984 mヘリコプターの高高度飛行記録を樹立する。
- 6月30日 - 東京国際空港が連合軍共同管理から全面返還され、返還式が行われた。
- 7月31日 - フィンランド空軍のラウリ・ペクリがフォーランド ナットでフィンランド人として初めて音速を超えた。
- 8月6日 - 垂直離着陸機、ショート SC.1が初飛行する。
- 8月12日 - 東京(羽田)発名古屋行きの全日空25便DC-3型機が下田市沖に墜落、乗員乗客33名全員が死亡した。（「全日空下田沖墜落事故」）
- 9月18日 - ドイツ民主共和国（旧東ドイツ）の国営航空会社、インターフルクが創立された。
- 9月24日 - 金門馬祖周辺の台湾海峡において、中華人民共和国の人民解放軍と中華民国（台湾）の中華民国空軍との交戦が行われた。中華民国空軍のAIM-9 サイドワインダーを装備したF-86Fは人民解放軍のMiG-17F（またはJ-5）と交戦、11機を撃墜した。空対空ミサイルによる最初の実戦での撃墜記録となった。
- 9月24日 - 北京航空航天大学の教員と学生が設計を行った中華人民共和国、初めての旅客機、北京-1が初飛行した。
- 10月1日 - NACA（National Advisory Committee for Aeronautics）が、アメリカ航空宇宙局(NASA:National Aeronautics and Space Administration）に改組された。
- 10月1日 - アメリカ連邦航空局(FAA:(Federal Aviation Administration）が設立された。
- 10月4日 - BOACのコメット 4が、ロンドンのヒースロー空港からニューヨーク国際空港の間のジェット機による最初の商用飛行を行った。
- 10月26日 - パンアメリカン航空のジェット旅客機、ボーイング707がニューヨーク - パリ間の商用飛行を開始した。
- 12月12日 - プロペラを曲げられるチルト・プロペラの実験機、ドルニエ Do 29が初飛行を行った。
- 12月8日 - ドイツ民主共和国（東ドイツ）で開発された最初の旅客機、バーデ 152が初飛行した。

## 1958年に初飛行した機体の画像

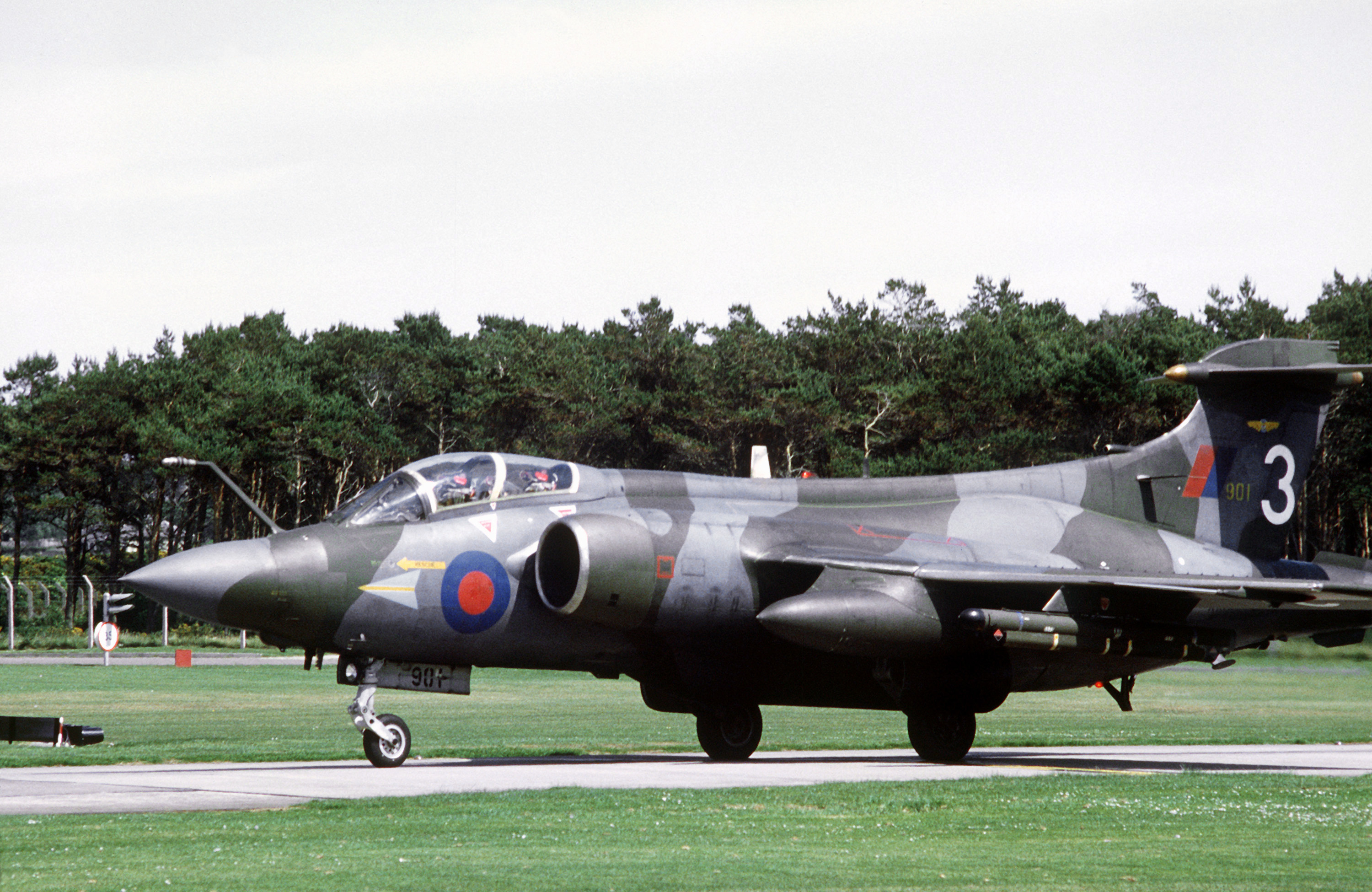
ブラックバーン バッカニア （4月30日）
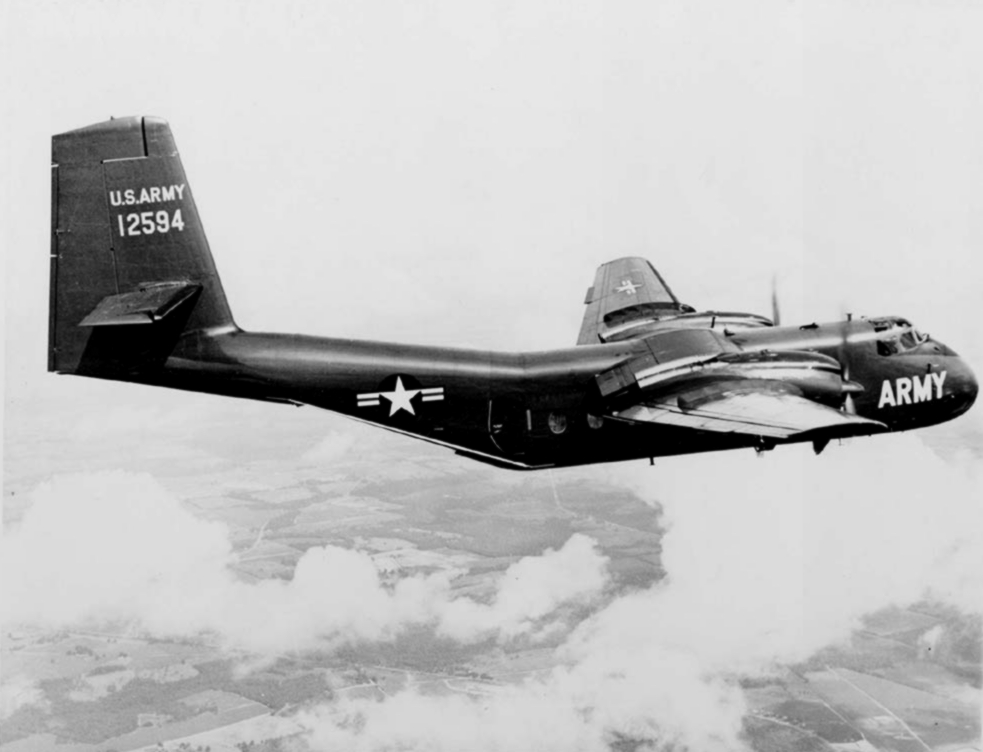
デ・ハビランド・カナダ DHC-4 カリブー （7月30日）
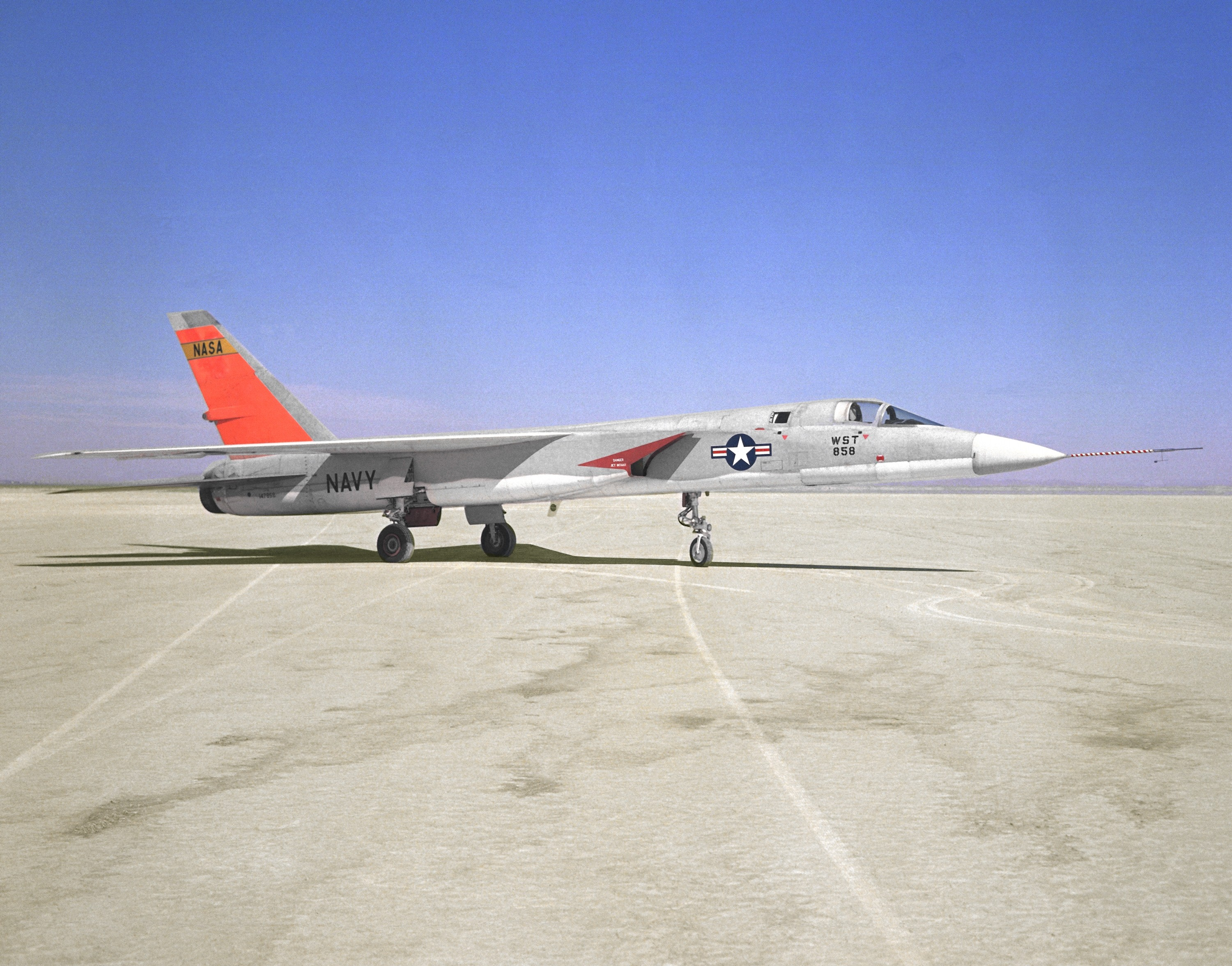
A-5 ヴィジランティ （8月31日）
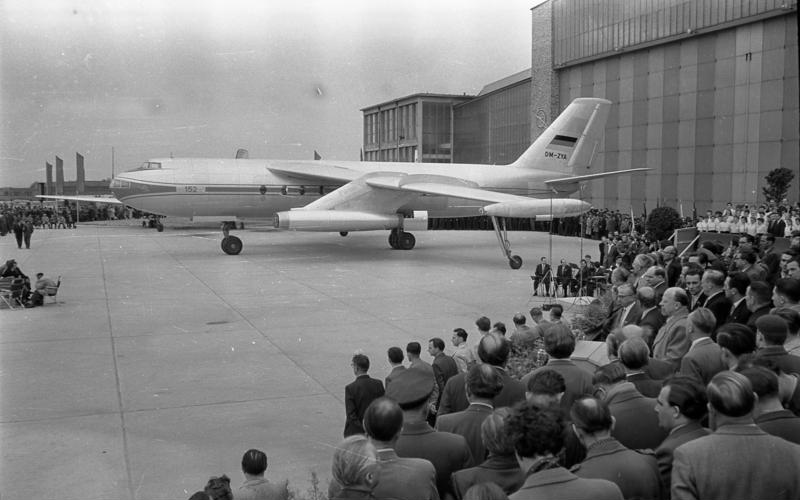
バーデ 152 （12月8日）

## 航空に関する賞の受賞者
- ハーモン・トロフィー： アンドレ・トゥルカ
- フランス飛行クラブ大賞（Grande Médaille de l'Aéro-Club de France）：ガブリエル・ヴォアザン
- FAI・ゴールド・エア・メダル：アンドレーイ・トゥーポレフ
- デラボー賞：ウォルター・アーウィン
- イギリス飛行クラブ金賞：ジョン・ムーア＝ブラバゾン